# Деним
Дени́м (denim; по одной из версий от фр. serge de Nîmes «ткань из Нима») — это прочная хлопчатобумажная ткань с основой, в которой уток проходит под двумя или более нитями основы. Это саржевое плетение создаёт диагональную ребристость, которая отличает его от хлопчатобумажного дука. В то время как предшественник джинсовой ткани, известный как dungaree, производился в Индии на протяжении сотен лет, деним, как он признаётся сегодня, впервые был произведён в Ниме, Франция.
Джинсовая ткань доступна в различных цветах, но наиболее распространённой является джинсовая ткань цвета индиго, в которой нить основы окрашивается, а нить утка остаётся белой. В результате переплетения саржи с основой на одной стороне ткани преобладают синие нити основы, а на другой стороне преобладают белые нити утка. Таким образом, джинсы, изготовленные из этой ткани, имеют преимущественно белый цвет внутри.
Для получения денима других цветов (в частности, чёрного) применяются красители на основе серы.

## Популярность
Джинсовая ткань используется в Соединённых Штатах с середины XIX века. Джинсовая ткань впервые приобрела популярность в 1873 году, когда Джейкоб У. Дэвис, портной из Невады, изготовил первую пару джинсовых брюк с заклёпками. Популярность джинсовых штанов превысила возможности небольшого магазина Дэвиса, поэтому он перенёс своё производство на предприятия оптового продавца галантереи Levi Strauss & Co., который поставлял Дэвису рулоны джинсовой ткани.
На протяжении всего XX века джинсовая ткань использовалась для изготовления дешёвой прочной униформы, подобной той, что выдавалась работникам французских национальных железных дорог. В послевоенные годы комбинезоны Королевских ВВС[каких?] для грязной работы назывались «денимами». Это была цельнокроеная одежда с длинными штанинами и рукавами, застёгнутая от горла до промежности, из оливково-серой джинсовой ткани.